# Как важно быть серьёзным (фильм, 2002)
«Как важно быть серьёзным» (англ. The Importance of Being Earnest) — экранизация одноимённой пьесы Оскара Уайльда, классической комедии нравов, режиссёром Оливером Паркером. Премьера фильма состоялась 17 мая 2002 года.

## Сюжет
Сюжет вращается вокруг двух мужчин времён Англии правления Эдуарда VII: Джона (Джека) Уординга и Алджернона (Алджи) Монкрифа. Каждый раз, когда Джек решает уехать из своего Хартфордширского поместья в Лондон, он говорит, что собирается проведать своего (выдуманного) непутёвого брата Эрнеста. А в Лондоне он представляется всем Эрнестом. Такое поведение является чрезвычайно важным, поскольку его возлюбленная, Гвендолен, заявляет, что она может любить только мужчину по имени Эрнест. Её кузен, Алджи, узнаёт секрет Джека и однажды отправляется в поместье последнего, представляясь привлекательной Сесили (чьим опекуном является Джек) непутёвым братом Джека Эрнестом. Сесили влюбляется в него и его имя, однако внезапно возвращается Джек, а вскоре после него появляется и Гвендолин. Выясняется, что Эрнестов слишком много, а искренности отчаянно не хватает.

## В ролях
| Актёр                | Роль              |
| -------------------- | ----------------- |
| Руперт Эверетт       | Алджернон Монкриф |
| Колин Фёрт           | Джек Уординг      |
| Фрэнсис О’Коннор     | Гвендолен Ферфакс |
| Риз Уизерспун        | Сесили Кардью     |
| Джуди Денч           | леди Брэкнелл     |
| Том Уилкинсон        | каноник Чезюбл    |
| Анна Мэсси           | мисс Призм        |
| Эдвард Фокс          | лакей Лэйн        |
| Марша Фицалан-Говард | вдовствующая      |

## Критика
На агрегаторе рецензий Rotten Tomatoes рейтинг одобрения фильма составляет 57 %. Консенсус сайта гласит: «Адаптация Оливером Паркером классической пьесы Уайльда — это легкое развлечение, чему способствует впечатляющий актерский состав, но он также страдает от некоторых своеобразных режиссерских решений».
Роджер Эберт из Chicago Sun-Times присвоил фильму 3 звезды из 4, заявив, что «актеры хорошо подобраны и хорошо сыграли».

## Награды и номинации
- Фильм получил премию «Серебряная лента» на фестивале Nastro d’Argento в категории «Лучший дизайн костюмов». Костюмы для фильма разработал Маурицио Милленотти[3].
- Риз Уизерспун была номинирована в категории Teen Choice Awards (Актриса комедии) за её исполнение роли Сесили Кардью[3].

## Интересные факты
- Название фильма и пьесы (англ. The Importance of Being Earnest) построено на игре слов, смысл которой теряется при переводе. Так, более точными переводами являются «Как важно быть искренним» и «Как важно быть Эрнестом».
- Актриса Финти Уильямс[англ.], сыгравшая леди Брэкнелл в бытность юной танцовщицей, является дочерью Джуди Денч, сыгравшей пожилую леди Брэкнелл[4].
- Сцены, в которых Руперт Эверетт шлёпает Колина Фёрта по ягодицам и целует его в щёку, были исполнены ad libitum. Однако, режиссёру Оливеру Паркеру настолько понравились ошеломлённые реакции Фёрта в обоих случаях, что он решил их оставить[4].
- Сцены с чеком Эрнеста в Савое и кредиторами, которые приехали в деревню к Джеку, взяты из материала, который Уайльд вырезал из пьесы прямо перед её публикацией[4].
- Вырезанный из последней версии, садовник Молтон может быть замечен на заднем плане во многих сценах[4].